# 龙山溪 (西溪)
龙山溪，位于中华人民共和国福建省南部的一条河流，是西溪左岸支流。上游称坂场溪，发源于漳平市西南部永福镇元沙村西北博平岭必头歧，蜿蜒向东南流经南靖县和溪镇、金山镇、龙山镇、丰田镇等地，于靖城镇以南汇入西溪。河长98千米，流域面积1132平方千米，河道平均比降4.82‰，多年平均径流量7.75亿立方米。流域受梅雨和台风影响，常有洪水出现。